# Zurück zu Dir
Zurück zu Dir (Return to Me) ist ein US-amerikanisches Filmdrama von Bonnie Hunt aus dem Jahr 2000.

## Handlung
Der Chicagoer Architekt Bob Rueland ist mit der Tierärztin Elizabeth verheiratet, die in einem Zoo arbeitet. Elizabeth stirbt bei einem Autounfall, ihr Herz wird zur Transplantation freigegeben. Um seine Trauer zu überwinden, baut Bob im folgenden Jahr an einem Freigehege für die Gorillas, mit denen Elizabeth gearbeitet hatte.
Die chronisch kranke Grace Briggs bekommt das Herz der toten Elizabeth, was ihr ein normales Leben ermöglicht. Sie lernt Bob kennen, ohne zu wissen, wer er ist. Die beiden verlieben sich und beginnen eine Beziehung, haben jedoch keinen Sex, weil Grace sich für ihre Narbe und ihre Krankengeschichte schämt.
Als die beiden von der Herkunft des neuen Herzens von Grace erfahren, flieht sie vor der Situation nach Rom. Bob überwindet den Schock und reist ihr hinterher. Sie kehren gemeinsam zur Eröffnung des Gorillageheges zurück.

## Kritiken
James Berardinelli bezeichnete den Film auf ReelViews als „amüsant“ und schrieb, er bestehe zu zwei Drittel aus einer romantischen Komödie und zu einem Drittel aus einem Filmdrama. Er thematisiere zwar das Schicksal, aber nicht vertieft – nicht tiefer als der Film Nur für Dich mit Marisa Tomei und Robert Downey Jr. Es gebe zwar zahlreiche romantischen Komödien mit Teenagern, aber vergleichbare Komödien mit älteren Charakteren würden fehlen – eine Lücke, die dieser Film schließe.
Roger Ebert schrieb in der Chicago Sun-Times vom 7. April 2000, der Film sei eine „altmodische Love Story“, die derart „unschuldig, naiv, süß und aufrichtig“ sei, dass der Zuschauer seinen Zynismus am Kinoeingang ablegen oder einen anderen Film wählen müsse. Die Chemie zwischen den Hauptdarstellern wirke echt. Der Film habe den Kritiker zum Lächeln gebracht („It made me smile a lot“).

## Auszeichnungen
Der Film wurde im Jahr 2001 für den Young Artist Award (als Beste Komödie) nominiert.

## Hintergrund
Der Film wurde in Chicago und in Rom gedreht. Seine Produktionskosten betrugen schätzungsweise 24 Millionen US-Dollar. Der Film spielte in den Kinos der USA ca. 32,7 Millionen US-Dollar ein.